# Hanna Orthmann
Hanna Orthmann, född 3 oktober 1998 i Lüdinghausen i Tyskland, är en volleybollspelare (vänsterspiker) som spelar med Schweriner SC och landslaget. 
Orthmann började spela volleyboll med den lokala klubben SC Union 08 Lüdinghausen. Hon gick 2014 över till USC Münster, där hon gick på deras volleybollinternat och spelade med deras utvecklingslag i 2. Volleyball-Bundesliga. Hon debuterade i förstalaget (som spelade i Volleyball-Bundesliga) 17 januari 2016. I augusti 2017 gick hon över till Unione Sportiva Pro Victoria Pallavolo Monza i Italien. Med dem vann hon de europeiska tävlingarna CEV Challenge Cup 2018–2019 och CEV Cup 2020–2021.
Orthmann spelade 2012-2016 med Tysklands olika juniorlandslag. Hon debuterade i seniorlandslaget vid World Grand Prix 2016. Hanna har en bror Felix, som även han spelar volleyboll på elitnivå.